# Nobel Alfonso
Nobel Antonio Alfonso Tejada (* 25. Dezember 1942) ist ein dominikanischer Publizist, Rundfunk- und Fernsehsprecher, -produzent und -leiter.
Tejada wirkte als Leiter zahlreicher Rundfunksender, darunter Radio Comercial, Radio Central,  H.I.O.N. Radio, Radio Cristal und TV 13. Die Wahl der Miss Universum 1978 begleitete er als Koproduzent für den dominikanischen Rundfunk und das Fernsehen. Er gründete die Veranstaltungsagentur SONILUX, war Direktor des Canal Comunitario und Direktor für Kommunikation und PR des Senats der Dominikanischen Republik und wirkte als Berater für Kommunikation und Entwicklung der Corporación Estatal de Radio y Televisión am Aufbau des öffentlichen Fernsehens mit. Mit Otto Rivera und Juan Nova Ramírez  gründete Alfonso die Escuela Nacional de Locución. 2012 veröffentlichte er das Buch Crónicas desde una sociedad de gente cualquiera.